# 傳導性失語症
傳導性失語症，也稱作聯合性失語症，是一種相對少見的失語症。這種失語症屬於後天性語言障礙，特徵是聽覺理解完好，說話平順流暢，但會語無倫次，複誦能力也嚴重低落。傳導性失語症患者能理解他們所聽到的話語，但在複誦語句上有困難，尤其在語句長度或複雜性增加時，亦或患者一直說不出想說的語句時，這種症狀會特別嚴重  。 此外，患者在自發性地說話時會頻繁出錯，例如調換或替換語音。患者能意識到自己的錯誤，而且會試圖改正，但改正時會有嚴重困難 。根據 Shallice and Warrington（1970）的研究能夠將傳導性失語症區分成兩種不同類型：匯出性重複和匯入性重複。他們認為聽覺語言性短期記憶的缺陷造成匯入性重複的傳導性失語症患者複誦有障礙，而匯出性重複的傳導性失語症則是因為音韻編碼機制受損使得語言輸出有問題，在複誦、閱讀及命名上才會有障礙。
傳導性失語症的患部通常位於頂葉的緣上回 (位在初級感覺皮質的後側，略高於韋尼克氏區)。 一直以來普遍認為傳導性失語症的成因是負責言語理解（ 韋尼克氏區 ）和言語產出（布洛卡氏區 ）兩個腦區之間的聯繫中斷——弓状束損傷。但最近的研究對這種說法提出質疑，因為相較於弓狀束，傳導性失語症患者的患部更常在緣上回或深部頂葉白質。不過一直到現在傳導性失語症在神經學方面還是備受爭議。

## 表現
傳導性失語症患者有相對完好的聽覺理解能力，理解功能甚至可能完全沒問題。大致上文法和語法都正確，語調和發音也都有保留。但患者說話時常有亂語現象，會落掉或調換音素或音節，英文例子如將「snowball」說成「snowall」，「television」說成 「vellitision」，「ninety-five percent」說成「ninety-twenty percent」等。這種疾病的癥狀主要是在複誦時會有障礙，患者在做檢測時無法複誦字詞或句子 。當他們聽到一個句子時，能夠正確地複述句子，但之後卻無法再複誦，而要複誦字詞時，會有許多亂語症狀，例如複誦「bagger」時，有可能會說成「gabber」。此外，朗誦能力也十分低落。
傳導性失語症患者能知道自己亂語或者有其他言語錯誤，並會試圖改正，但通常得試很多次才能正確說出來。患者在改正的過程中，錯誤通常會有規則，他們說錯的語音會與原來正確的語音發音位置相近但至少一個面向（例如發音方式或發音位置等）不同。而傳導性失語症患者這種不斷重複自我修正的行為稱為「conduite d'approche 」 。 
傳導性失語症是相對輕微的語言障礙，大多數患者都能回歸日常生活 。 如同其他的失語症，傳導性失語症的症狀可能很短暫，有時僅持續幾小時或只有幾天。失語症或其他語言障礙常常都是中風導致，所以症狀會隨著時間改變或有所進展，甚至能夠復原。因為腦部炎症或出血會隨時間而恢復，局部腦區損傷也會變小；此外，大腦的可塑性亦有可能促使腦區功能重新調整， 以完好的某一腦區替代另一損傷區域執行功能。不過，長期的傳導性失語症也是有可能的。這些患者在自發性地說話方面，會有長期嚴重的複誦障礙、亂語症狀及自我修正行為。

## 成因
傳導性失語症的成因通常是大腦頂葉損傷，特別是弓狀束（連接負責言語理解的韋尼克氏區和負責語言產出的布洛卡氏區的纖維束）受到影響所引起。基本上，言語產出方面的音韻系統是受損的。通常語言中樞或連結語言中樞的神經傳導通路受損被認為是失語症或其它語言障礙的潛在誘因。而傳導性失語症患者損傷的部分通常又特別聚集於後下方顳葉，和頂顳交界區 。
造成傳導性失語症的腦損傷通常導因於中風 ，中風可能只導致局部受損，亦有可能造成大範圍的損傷，而創傷性腦損傷和腫瘤也有可能導致局部腦損傷，進而引起傳導性失語症。此外也有病例顯示患者僅有皮質損傷而未擴展至皮質下損傷。

## 病理生理學
傳統上認為傳導性失語症是導因於弓狀束（連接頂顳交界區後部與額葉皮層的深部白質束）損傷。以前認為弓狀束負責傳遞韋尼克氏區 （負責言語理解）和布洛卡氏區 （負責言語產出）兩個腦區之間的訊息。韋尼克還有之後的Lichtheim等學者推論這兩個腦區的聯繫中斷會使得患者無法監控自己的言語，也限制了他們語言理解與產出兩個功能之間的訊息傳遞，才會導致亂語症狀和聽覺方面的複誦障礙。這個假說也跟區分並定位言語理解和產出兩種功能的Wernicke-Geschwind模型相符。
雖然聯繫中斷的假說能夠解釋很多傳導性失語症的症狀，但是臨床證據不足，所以Wernicke-Geschwind模型也開始變得過時。而且目前也沒有已知的病理解剖案例是患者的患部僅在弓狀束，相反地，傳導性失語症的解剖證據顯示幾乎所有患者都有皮質部分的損傷。此外，也有一些患者雖然弓狀束嚴重損傷但卻沒有傳導性失語症的症狀（雖然在這些病例中也能合理解釋說是對側大腦半球協助複誦功能）。
最近的研究指向另外一種說法，這種說法類似韋尼克的理論，認為語言功能是基於皮質區的、解剖分布上分散的、有不同模組的網絡。安德森等人的研究也說到，某個實驗用電擊刺激受試者的左後顳葉皮質亦誘發了跟傳導性失語症一樣的症狀，表示腦區聯繫中斷可能不見得是傳導性失語症的必要條件。雖然這項研究並不能完全反駁聯繫中斷的假說，但的確指出參與口語訊息傳遞的組織不僅僅只有弓狀束。不過不論是不是弓狀束損傷導致傳導性失語症，皮質部份損傷的影響是不可否認的。

## 診斷分析
傳導性失語症患者還保有言語理解功能，大致上亦能夠表達自己想說的話，除了要發出某些字詞時會有困難。儘管患者能夠表達自己想說的話，複誦時卻會出現障礙，特別是在複誦比較長或比較複雜的語句時問題會特別嚴重。當要求患者複誦時對他們來說很困難，他們在過程中會不斷嘗試自我修正（conduite d'approche）。 但問患者問題時，他們能夠自發且流利地回答。
目前有一些標準化試驗組合是用來診斷和分類失語症的，這些試驗能夠相當程度地辯別出傳導性失語症。波士頓診斷性失語症檢查 （BDAE）和西方失語成套測驗 （WAB）是兩種常被用來診斷傳導性失語症的試驗組合。這些試驗中會有一組測試，測試包括請患者命名圖片，閱讀印刷文字，大聲數數，以及讓患者做詞和非詞的複誦測驗（例如shwazel） 。

## 治療
一般治療失語症會根據個別病例，針對患者的語言和溝通情況，會有不同的口語訓練。目前接受傳導失語症常規療法的患者做西方失語成套試驗（WAB）的結果也顯示治療有帶來穩定的進步。不過，傳導性失語症是一種較輕微的失語症，患者WAB的分數通常都會比較高。

## 歷史
19世紀後期，保罗·布罗卡研究表達性失語症患者 ，這些患者的前部外側裂周區（現稱為布洛卡氏區 ）損傷，說話緩慢且斷斷續續，缺乏功能詞及語法。理解能力大致都還保留，不過在處理複雜句時仍可能有障礙。在布羅卡的研究中有個特別極端的病例，患者只能夠發出單音節「Tan」。
而同時， 卡爾·韋尼克 (Carl Wernicke)則是研究接受性失語症 的患者，這些患者的患部位於左後顳葉，說話流暢，但內容不知所云，毫無意義。此外，接受性失語症患者在聽覺理解方面有嚴重障礙。
韋尼克在他1874年的專題論文 「Der Aphasische Symptomenkompleks: EINE Psychologische Studie auf Anatomischer Basis」 即預測了傳導性失語症的存在  。他是第一個在解剖學的框架下去區分不同失語症的研究者，並提出若兩個語音系統（運動和感覺）之間的聯繫中斷，會導致一個不同於表達性失語症及接受性失語症的狀況，他將這種情況稱為Leitungsaphasie 。他沒有明確預測說這種失語症會有複誦障礙，但他有指出，這種失語症患者跟韋尼克失語症患者不同，他們有言語理解能力，而且有趣的是，他們能夠聽到而且知道自己的言語錯誤，會感到沮喪且會自我修正 。
韋尼克的理論是受奧多爾·梅涅特 影響。梅涅特假定失語症都是導因於外側裂周區損傷，他區分了前部和後部語言系統，之後韋尼克更進一步定位出這兩個腦區。此外，韋尼克研究聯繫後部和前部區域的神經纖維通道，而後才推論聯繫這兩個腦區的神經纖維若損傷會導致傳導性失語症。之後Ludwig Lichtheim更擴大了韋尼克的研究，他將傳導性失語症叫做聯合神經失語症  ，以將傳導性失語症與其他因為語言中樞受損而致的失語症（例如布洛卡失語症）做區分。
但1891年弗洛伊德提出說這個舊的框架是不正確的，他認為整個外側裂周區，從後部到前部，參與言語功能的份量是一樣重的。1948年戈爾茨坦更推測，口說語言是一個集中的現象，而不是個別的或是分散的不同功能模組。對弗洛伊德和戈爾茨坦來說，傳導性失語症也是這樣一個中樞性、核心的語言障礙，戈爾茨坦更將傳導性失語症稱作中樞性失語症。
不過之後關於大腦結構的研究和檢查卻顯示聯繫額葉皮質與後部頂顳交界處的弓狀束對言語功能是有影響的。Norman Geschwindd之後更提出弓狀束損害會導致傳導性失語症，而複誦方面的障礙就是因為兩個語言中樞之間的訊息無法傳遞。研究顯示傳導性失語患者有完好的「內在聲音」（inner voice），反駁了弗洛伊德和戈爾茨坦的中樞性語言障礙理論。因此Wernicke-Lichtheim-Geschwind 聯繫中斷假說就變成傳導性失語症最普遍的解釋。不過，最近的文獻評論和研究也開始質疑弓狀束的單獨作用和Wernicke、Lichtheim及Geschwind所提出的整個口說語言模型。

## 延伸閱讀
- Hickok G, Buchsbaum B, Humphries C, Muftuler T. . J Cogn Neurosci. July 2003, 15 (5): 673–82. PMID 12965041. doi:10.1162/089892903322307393.
- Hickok G, Poeppel D. . Cognition. 2004, 92 (1-2): 67–99. PMID 15037127. doi:10.1016/j.cognition.2003.10.011.
- Baldo JV, Klostermann EC, Dronkers NF. . Brain Lang. May 2008, 105 (2): 134–40. PMID 18243294. doi:10.1016/j.bandl.2007.12.007.
- Carlson, Neil R.; Heth, C. Donald.  4th. Pearson Education Inc. 2007. ISBN 0-205-64524-0.
- Sidiropoulos Kyriakos; Ackermann Hermann; Wannke Michael; Ingo Hertrich. . J Brain and Cognition. August 2010, 73 (3): 194–202. PMID 20621742. doi:10.1016/j.bandc.2010.05.003.

## 外部連結
- Aphasia Center of California （页面存档备份，存于） in Oakland, CA, U.S.